# Koenigsegg

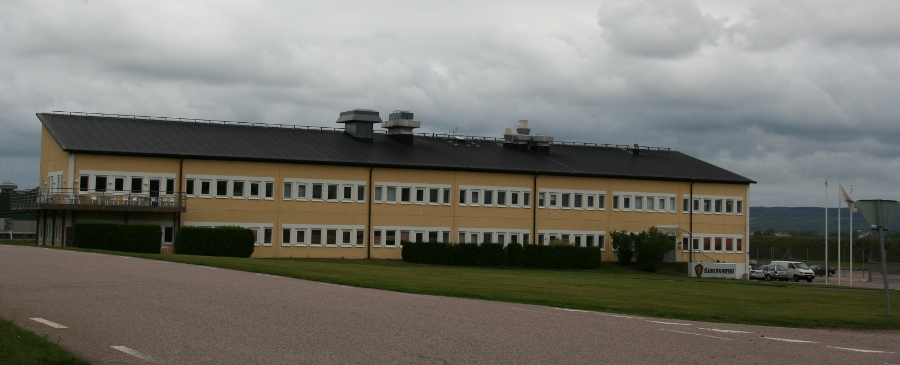
Siedziba przedsiębiorstwa

Koenigsegg – szwedzki producent samochodów sportowych.

## Historia i opis
Przedsiębiorstwo zostało założone w 1994 roku przez 22-letniego wówczas Christiana von Koenigsegga. Pierwszy prototyp Koenigsegga o nazwie Koenigsegg CC został zaprezentowany w 1996 roku, zaś pierwszy samochód przedsiębiorstwo sprzedało w 2002 roku, czyli 8 lat od założenia.
Koenigsegg produkuje jedne z najszybszych seryjnie produkowanych samochodów na świecie: Koenigsegg Agera RS był drugim pod względem szybkości samochodem świata 455 km/h (273 mph), Koenigsegg One:1 (pierwszy na świecie produkcyjny samochód o mocy 1 megawata), oraz Koenigsegg Gemera (najpotężniejszy samochód hybrydowy na świecie). Koenigsegg jako pierwszy producent samochodów na świecie zdecydował się na stworzenie obręczy kół (felg) wykonanych w całości z włókna węglowego.
Model CCXR jest seryjnie przystosowany do spalania biopaliwa – etanolu E85.
W czerwcu 2009 roku Koenigsegg zawarł wstępne porozumienie z koncernem General Motors w sprawie zakupu marki Saab, z którego jednak wycofał się w listopadzie. W większości modeli zastosowano dwuścienne drzwi uruchamiające synchro-helix.

## Modele
- CC (1998–2001)
- CC8S (2002–2005)
- CCR (2004–2006); 14 egzemplarzy
- CCX (2006–2010)
- CCGT (2007)
- CCXR (od 2007)
- Trevita (2009); 2 egzemplarze, z planowanych 3
- Agera (2011-2018)
- Quant (pierwszy sedan Koenigsegga)
- Agera S (2012-2014)
- Agera R (od 2011)
- One:1 (2014–2015)
- Agera RS (2015–2018)
- Regera (2016–2022)
- Jesko (od 2021)
- Gemera (od 2024)
- CC850 (od 2024)
- Chimera (2024)

## Galeria

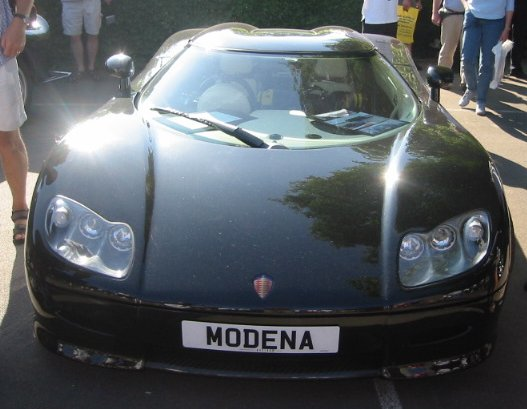
Koenigsegg CC8S
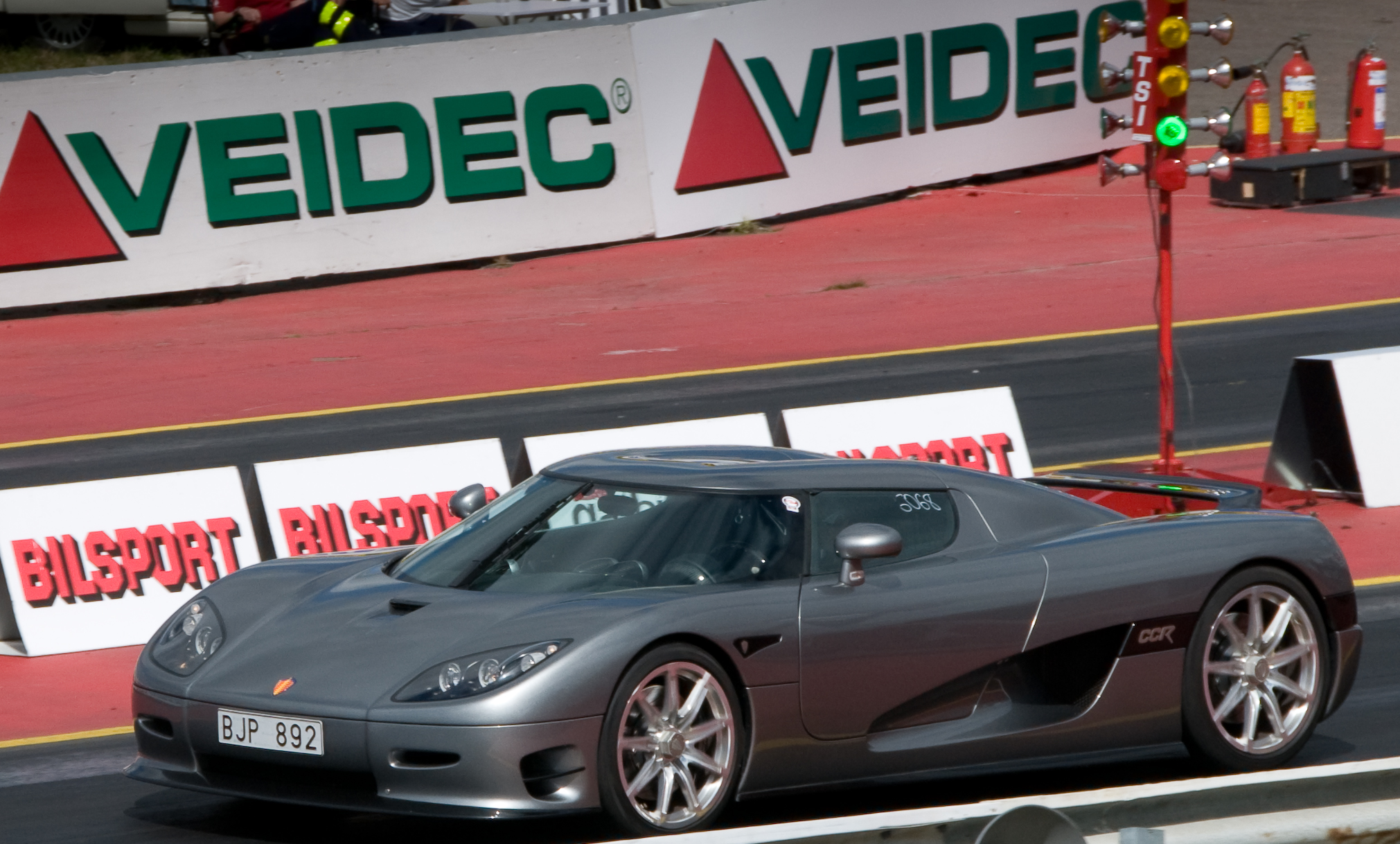
Koenigsegg CCR
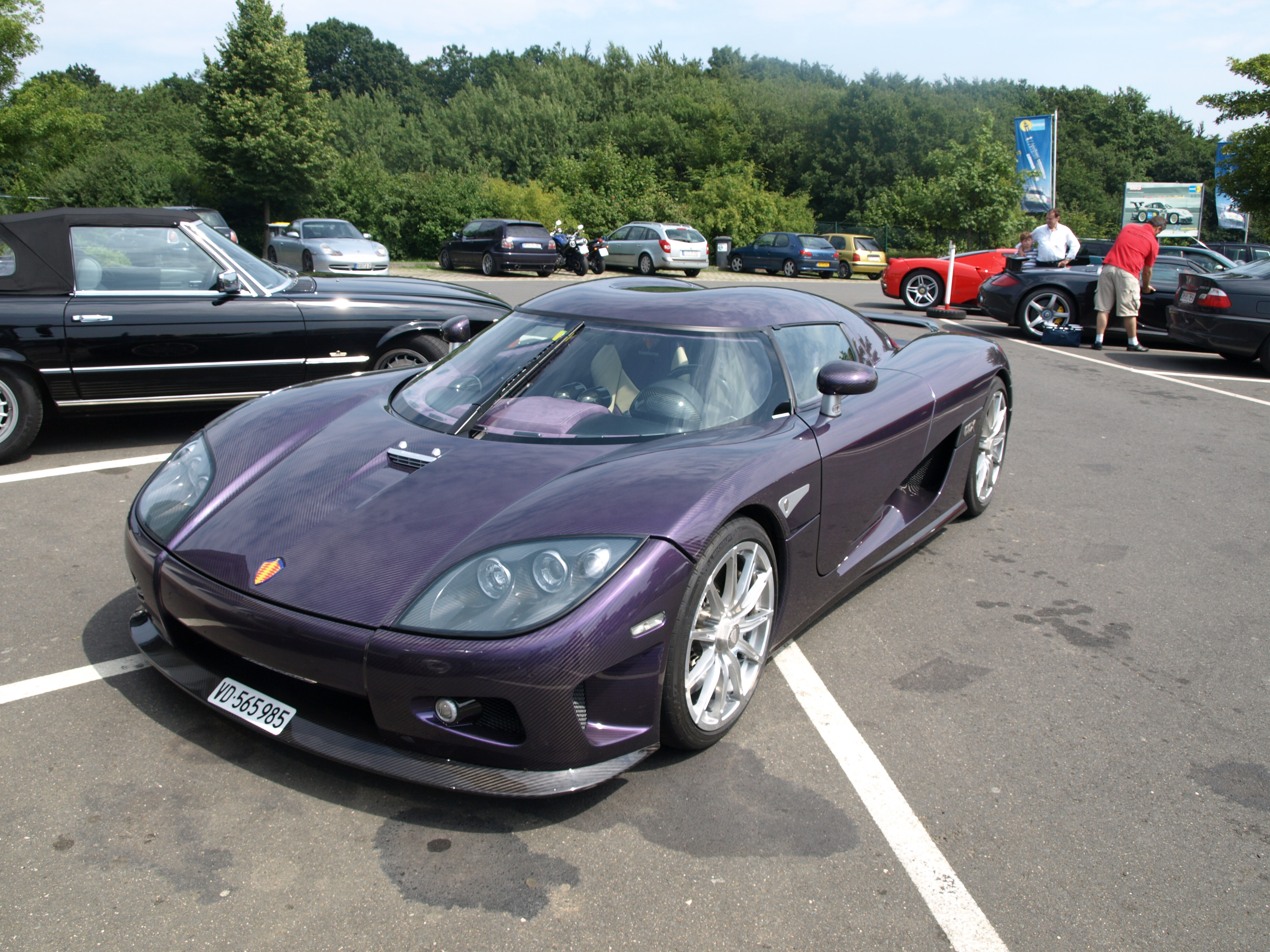
Koenigsegg CCX
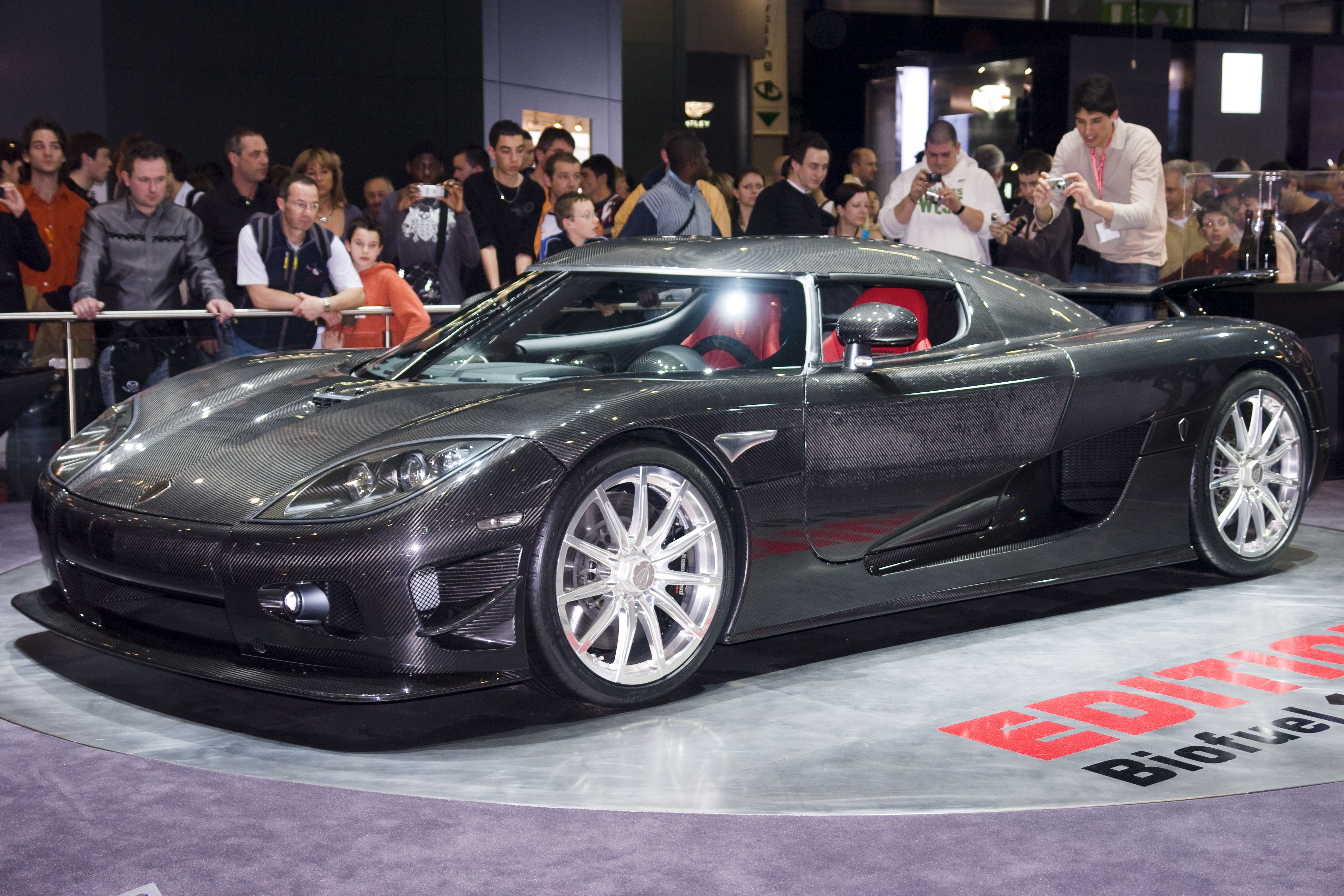
Koenigsegg CCXR
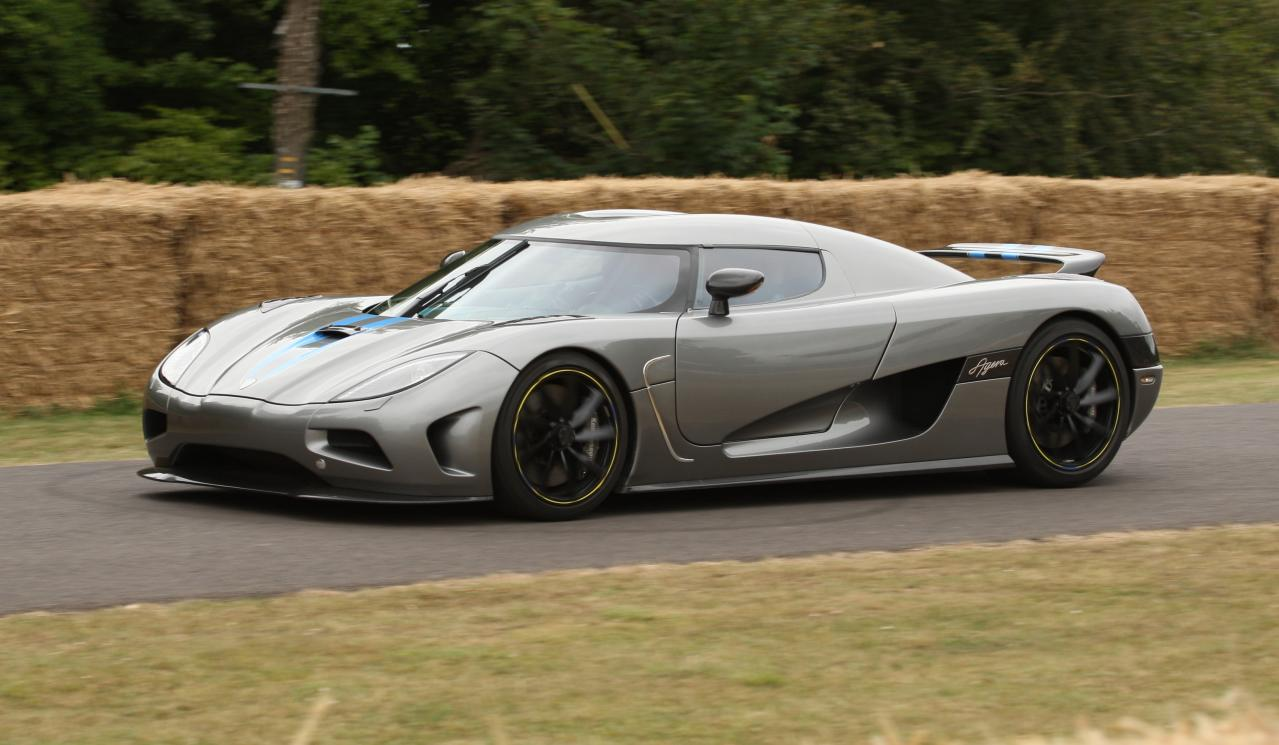
Koenigsegg Agera
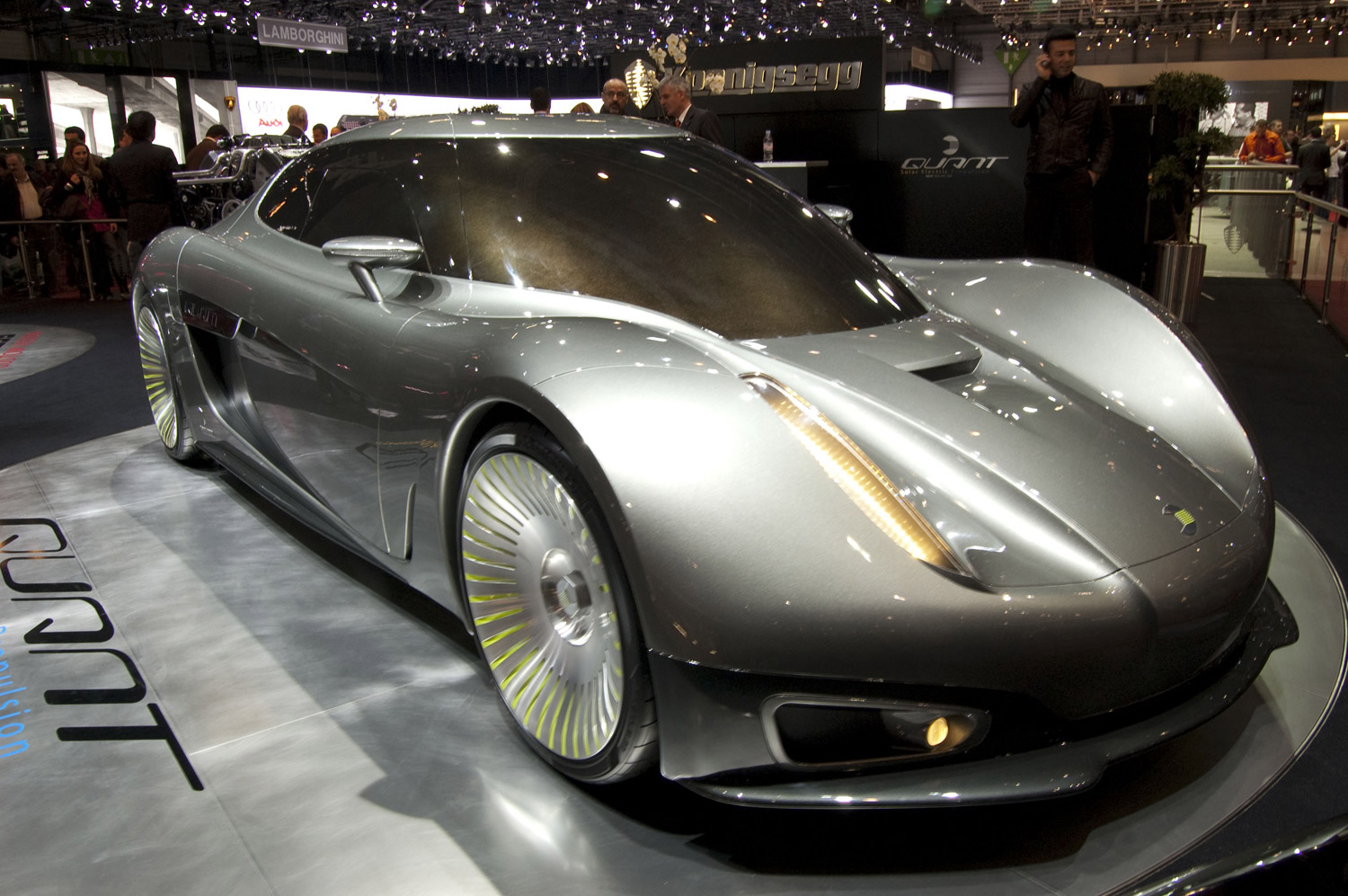
Koenigsegg Quant (prototyp sedana)
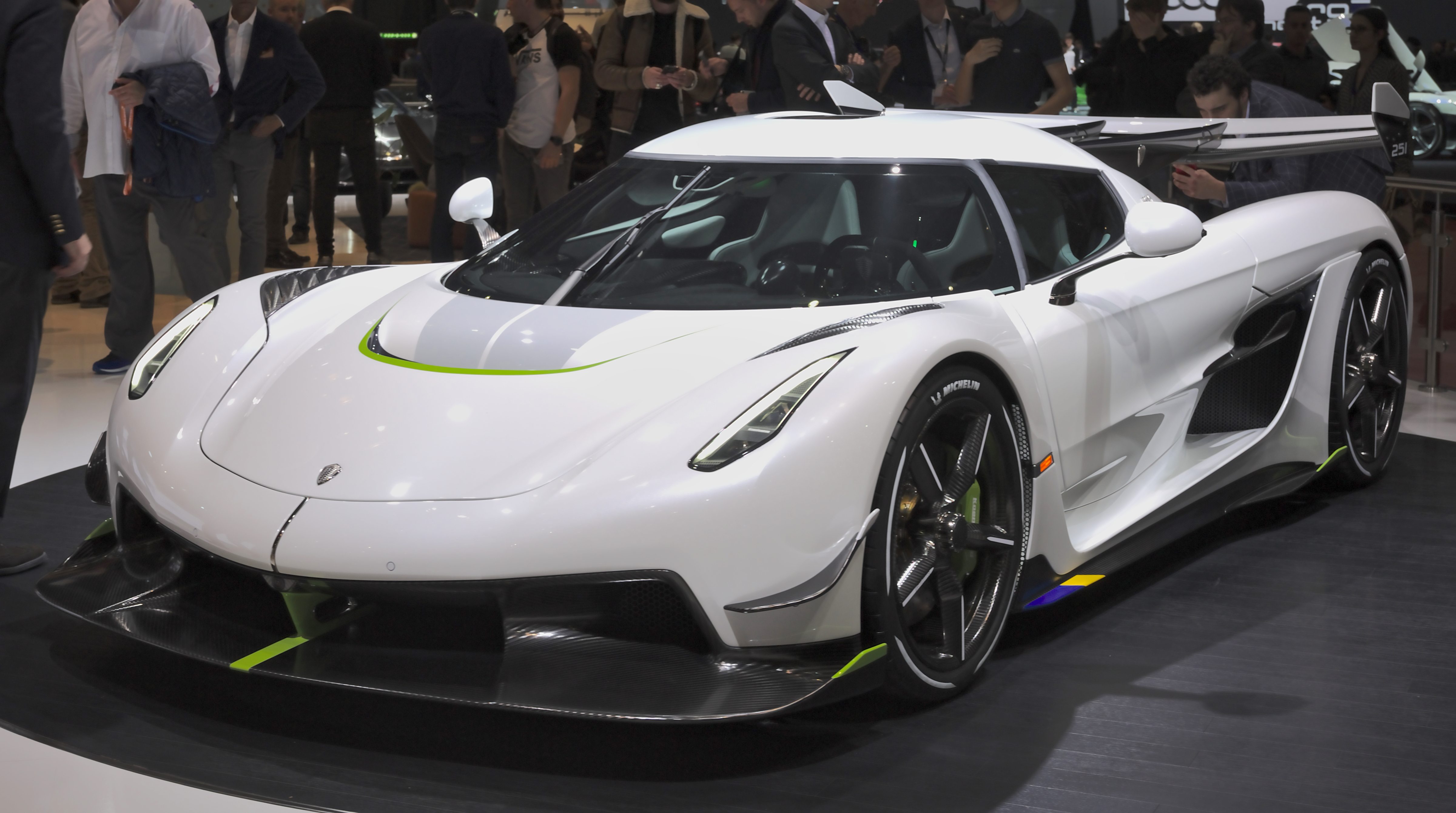
Koenigsegg Jesko